# XChat
XChat est un client IRC graphique libre utilisant GTK.
Il fonctionne sur la majorité des systèmes d'exploitation supportant GTK.
Sous Windows, la version officielle est diffusée avec une licence shareware, il existe néanmoins diverses versions non officielles gratuites.

La version officielle de XChat (toutes plateformes confondues) n'est plus maintenue depuis 2012, de nombreux forks ont été créées, dont HexChat qui est le plus connu et le plus actif.

## Fonctionnalités
Les fonctionnalités principales sont :
- le support bidi, Unicode, et différents autres codages de caractères ;
- la transcription dans différentes langues ;
- le support de scripts Perl, Python, TCL, Ruby… ;
- le support de chiffrement fort, grâce à la bibliothèque OpenSSL ;
- et la possibilité de se connecter en même temps sur plusieurs serveurs IRC.

## Changement de licence
Le projet a été initialement diffusé sous licence GPL. Cependant, l’auteur a décidé, depuis le 23 août 2004, de distribuer la version pour Windows en shareware, ou plus exactement une licence XChat à vie. Cette version a été limitée à 30 jours d'utilisation, et il est nécessaire de s'enregistrer pour continuer à l'utiliser (moyennant 19,99 $). Il justifie ce paiement par la difficulté de compiler son logiciel pour Windows. La nouvelle a suscité de nombreuses réactions, notamment sur Linuxfr. En effet, par cette décision, Peter Železný viole la licence GPL pour plusieurs raisons. Il n'a pas obtenu l'accord de tous les développeurs d'XChat (et donc aussi de toutes les personnes ayant contribué à son développement) pour changer de licence. De plus, le code source de la version Windows, et notamment la partie qui limite l'utilisation dans le temps, est indisponible. Enfin, en restreignant l'utilisation du programme, il passe outre la liberté 0 de la licence GPL, c'est-à-dire la liberté d'exécuter le programme, pour tous les usages. Des versions libres non officielles ou des alternatives indépendantes (forks) pour Windows sont toujours disponibles - notamment HexChat.